# Father (LL Cool J)
Father è un singolo del rapper statunitense LL Cool J, il terzo estratto dall'album Phenomenon.

## Descrizione
L'omonima traccia è stata prodotta dal duo di beatmaker Poke & Tone, mentre il testo è ad opera dello stesso LL Cool J.
La canzone campiona il singolo Father Figure di George Michael.
Il B-side 4,3,2,1 stato prodotto da Erick Sermon.

## Successo commerciale
Il singolo ha raggiunto la posizione n.18 nella chart Billboard Hot 100, la n.12 nella Hot R&B/Hip-Hop Songs e la n.1 nella Hot Rap Tracks.

## Tracce

### CD
1. Father (LP Version) – 4:49
2. Father (Instrumental) – 4:45
3. 4,3,2,1 (E-Dub Remix 6) (Radio Edit) – 5:00

### 12"
Lato A
1. Father (Radio Edit) – 3:57
2. Father (Instrumental) – 4:42

Lato B
1. 4,3,2,1 (E-Dub Remix 4) (Instrumental) – 5:00
2. 4,3,2,1 (Instrumental) – 4:15

## Classifiche
| Chart (1998)                          | Posizione massima |
| ------------------------------------- | ----------------- |
| Billboard Hot 100 (USA)               | 18                |
| Billboard Hot R&B/Hip-Hop Songs (USA) | 12                |
| Billboard Hot Rap Tracks (USA)        | 1                 |